# Blues Never Fade Away
Blues Never Fade Away è un brano composto e interpretato dall'artista britannico Elton John; il testo è di Bernie Taupin.

## Il brano
Proveniente dal concept album del 2006 The Captain and the Kid (ne costituisce la sesta traccia), è uno dei pezzi più ricercati del disco di provenienza; parla delle persone care venute a mancare ad Elton e Bernie. L'unica ad essere citata con nome e cognome è John Lennon; si riconosce inoltre Gianni Versace (il Re Sole) nella terza strofa. Il titolo del brano significa Il Blues Non Scolorisce Mai.
Musicalmente parlando, la melodia è conforme al testo ed è malinconica e triste. All'inizio è presente il solo pianoforte di Elton; poi entra in scena anche la Elton John Band (formata da Davey Johnstone, Nigel Olsson, Bob Birch, Guy Babylon e John Mahon).   
Blues Never Fade Away ha ricevuto molti apprezzamenti da parte della critica; Paolo Gallori la introduce così: "E arriva il tempo della morte, del dolore e dell'ingiustizia della vita. John Lennon è l'unico amico scomparso ad essere ricordato con nome e cognome in 'Blues Never Fade Away', dove Bernie Taupin ed Elton John utilizzano a turno una strofa per ricordare le persone a loro care che non ci sono più: un ristoratore morto di AIDS quando il morbo non aveva ancora neanche un nome, una ragazza giovanissima per un aneurisma cerebrale, inconfondibile il ritratto di Gianni Versace, il Re Sole che marchiava con la sua passione mura e vestiti. "La vita sa essere molto ingiusta - dice oggi Elton John - ed è questa la ragione per cui io cerco di viverla appieno. Perché non sai quanto tempo ti resta. E non puoi sceglierlo"", mentre Paolo Bonfanti la definisce in questa maniera: "'Blues Never Fade Away' è una costruzione pianistica di grande spessore dotata di forte apertura melodica".